# Слоун, Виктория
Викто́рия Сло́ун (англ. Victoria Sloan; род. 1 мая 1984) — шотландская кёрлингистка.
В составе смешанной парной сборной Шотландии участник чемпионата мира 2009 (заняли девятое место). Чемпион Шотландии среди смешанных пар. В составе женской сборной Великобритании участница зимней Универсиады 2007 (заняли десятое место). В составе женской юниорской сборной Шотландии участник двух чемпионатов мира (оба раза заняли седьмое место). Двукратная чемпионка Шотландии среди юниоров.
В «классическом» кёрлинге играла на позиции третьего и четвёртого.

## Достижения
- Чемпионат Шотландии по кёрлингу среди смешанных пар: золото (2009).
- Чемпионат Шотландии по кёрлингу среди юниоров: золото (2003, 2005).

## Команды
| Сезон                                               | Четвёртый      | Третий         | Второй          | Первый            | Запасной                                 | Турниры                         |
| --------------------------------------------------- | -------------- | -------------- | --------------- | ----------------- | ---------------------------------------- | ------------------------------- |
| 2002—03                                             | Рейчел Симмс   | Виктория Слоун | Lynsey Davidson | Laura Kirkpatrick | Frances McKerrow (ЧМЮ) тренер: Клэр Милн | ЧШЮ 2003 · ЧМЮ 2003 (7 место)   |
| 2004—05                                             | Виктория Слоун | Керри Барр     | Clare Wyllie    | Laura Kirkpatrick | Кей Адамс (ЧМЮ) тренер: Рональд Брюстер  | ЧШЮ 2005 · ЧМЮ 2005 (7 место)   |
| 2006—07                                             | Сара Рид       | Виктория Слоун | Сара Макинтайр  | Laura Kirkpatrick | Alison Black тренер: Шейла Суон          | ЗУ 2007 (10 место)              |
| Кёрлинг среди смешанных пар (mixed doubles curling) |                |                |                 |                   |                                          |                                 |
| 2008—09                                             | Виктория Слоун | Кит Макленнан  |                 |                   |                                          | ЧШСП 2009 · ЧМСП 2009 (9 место) |

(скипы выделены полужирным шрифтом)